# العلاقات البوتسوانية الدومينيكانية
العلاقات البوتسوانية الدومينيكانية هي العلاقات الثنائية التي تجمع بين بوتسوانا وجمهورية الدومينيكان.

## مقارنة بين البلدين
هذه مقارنة عامة ومرجعية للدولتين:
| وجه المقارنة                                              | بوتسوانا                       | جمهورية الدومينيكان |
| --------------------------------------------------------- | ------------------------------ | ------------------- |
| المساحة (كم2)                                             | 581.74 ألف                     | 48.67 ألف           |
| عدد السكان (نسمة)                                         | 2.29 مليون                     | 10.40 مليون         |
| الكثافة السكانية (ن./كم²)                                 | 3.94                           | 213.68              |
| العاصمة                                                   | غابورون                        | سانتو دومينغو       |
| اللغة الرسمية                                             | لغة إنجليزية                   | اللغة الإسبانية     |
| العملة                                                    | بولا بوتسواني                  | بيزو دومنيكاني      |
| الناتج المحلي الإجمالي (بليون دولار)                      | 17.41 مليار                    | 75.93 مليار         |
| الناتج المحلي الإجمالي (تعادل القوة الشرائية) بليون دولار | 35.84 مليار                    | 149.89 مليار        |
| الناتج المحلي الإجمالي الاسمي للفرد دولار أمريكي          | 6.36 ألف                       | 6.47 ألف            |
| الناتج المحلي الإجمالي للفرد دولار أمريكي                 | 16.10 ألف                      | 13.26 ألف           |
| مؤشر التنمية البشرية                                      | 0.698                          | 0.715               |
| رمز المكالمات الدولي                                      | +267                           | +1809، +1829، +1849 |
| رمز الإنترنت                                              | .bw                            | .do                 |
| المنطقة الزمنية                                           | ت ع م+02:00، توقيت وسط إفريقيا | 00                  |

## منظمات دولية مشتركة
يشترك البلدان في عضوية مجموعة من المنظمات الدولية، منها:
| علم المنظمة | اسم المنظمة                                 | تاريخ انضمام بوتسوانا | تاريخ انضمام جمهورية الدومينيكان |
| ----------- | ------------------------------------------- | --------------------- | -------------------------------- |
|             | الاتحاد البريدي العالمي                     | ?                     | ?                                |
|             | يونسكو                                      | 16 يناير 1980         | 4 نوفمبر 1946                    |
|             | البنك الدولي للإنشاء والتعمير               | 24 يوليو 1968         | 18 سبتمبر 1961                   |
|             | منظمة التجارة العالمية                      | ?                     | ?                                |
|             | وكالة ضمان الاستثمار متعدد الأطراف          | 15 مايو 1990          | 7 مارس 1997                      |
|             | منظمة الشرطة الجنائية الدولية               | ?                     | ?                                |
|             | مؤسسة التمويل الدولية                       | 23 مارس 1979          | 31 أكتوبر 1961                   |
|             | الأمم المتحدة                               | 17 أكتوبر 1966        | 24 أكتوبر 1945                   |
|             | مجموعة دول أفريقيا والكاريبي والمحيط الهادئ | ?                     | ?                                |
|             | مؤسسة التنمية الدولية                       | 24 يوليو 1968         | 16 نوفمبر 1962                   |
|             | منظمة حظر الأسلحة الكيميائية                | ?                     | ?                                |

## وصلات خارجية
- موقع وزارة الخارجية البوتسوانية